# Dorje Shugden-controverse

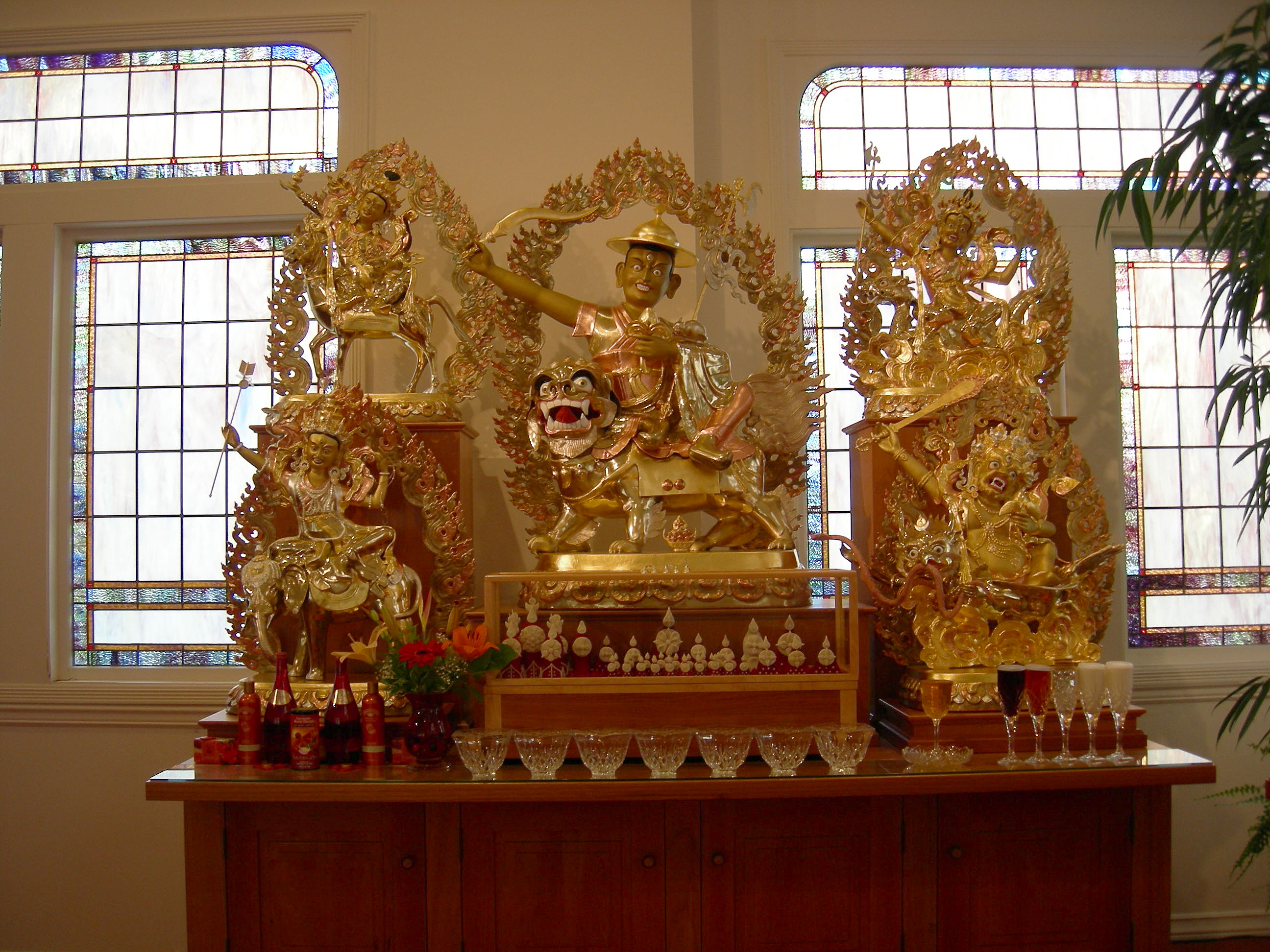
Beeld van Dorje Shugden

De Dorje Shugden-controverse is een controverse rondom de plaats en de hoedanigheid die het wezen Dorje Shugden inneemt in het pantheon van het Tibetaanse boeddhisme. Het conflict heeft zijn wortels in de periode van de vijfde dalai lama Ngawang Lobsang Gyatso in de 17e eeuw en laaide opnieuw op aan het eind van de 20e eeuw, nadat de veertiende dalai lama Tenzin Gyatso de verering van Dorje Shugden in de Tibetaanse kloosters in ballingschap verbood.
Het Dorje Shugden-conflict moet begrepen worden in de context van de geschiedenis van Tibet waarin politieke verschillen van mening en onderlinge machtsstrijd vaak werden vertaald in religieuze conflicten, met slechts een klein onderscheid tussen de religieuze en politieke component. Belangrijk element binnen de historische context is de ontstaansgeschiedenis van dharmapala's in het Tibetaanse boeddhisme.

## Samenvatting
Het conflict rondom Dorje Shugden is vooral gebaseerd op een tegenstelling tussen groepen die om politieke, religieuze en filosofische gronden voor een meer eclectische benadering van de diverse stromingen en scholen in het Tibetaans boeddhisme kiezen dan wel zich baseren op de suprematie van één gedachtegoed, de pure gelugleer (neergelegd in de school van de nieuwe kadampa), zoals dat in hun opvatting door Tsongkhapa werd geformuleerd.
Dit leidde tot verschil van opvatting over institutionele vormgeving van dat boeddhisme en welke vormen van leiderschap door een dalai lama daarbij werden gewenst. Het conflict heeft zich in historische zin vrijwel uitsluitend voorgedaan in perioden waarbij een dalai lama poogde institutionele veranderingen door te voeren, die met name op groot verzet van een deel van de eigen gelughiërarchie stuitten.
Het conflict heeft een historische achtergrond vanaf ca. 1640. Het grootste deel van die periode tot de Tibetaanse diaspora vanaf 1959 waren er geen omstandigheden die tot regelrechte polarisatie in dat conflict hebben geleid. Met de verbreiding van het Tibetaanse boeddhisme naar het westen tijdens de veertiende dalai lama heeft het conflict echter een dimensie gekregen die het onder de vijfde en dertiende dalai lama niet kon krijgen. De verering van Dorje Shugden lijkt met het ontstaan van de nieuwe kadampabeweging een blijvende plaats te hebben verworven die zich uit buiten de gevestigde tradities en instituties van het mainstream Tibetaans boeddhisme.

## Dharmapala's

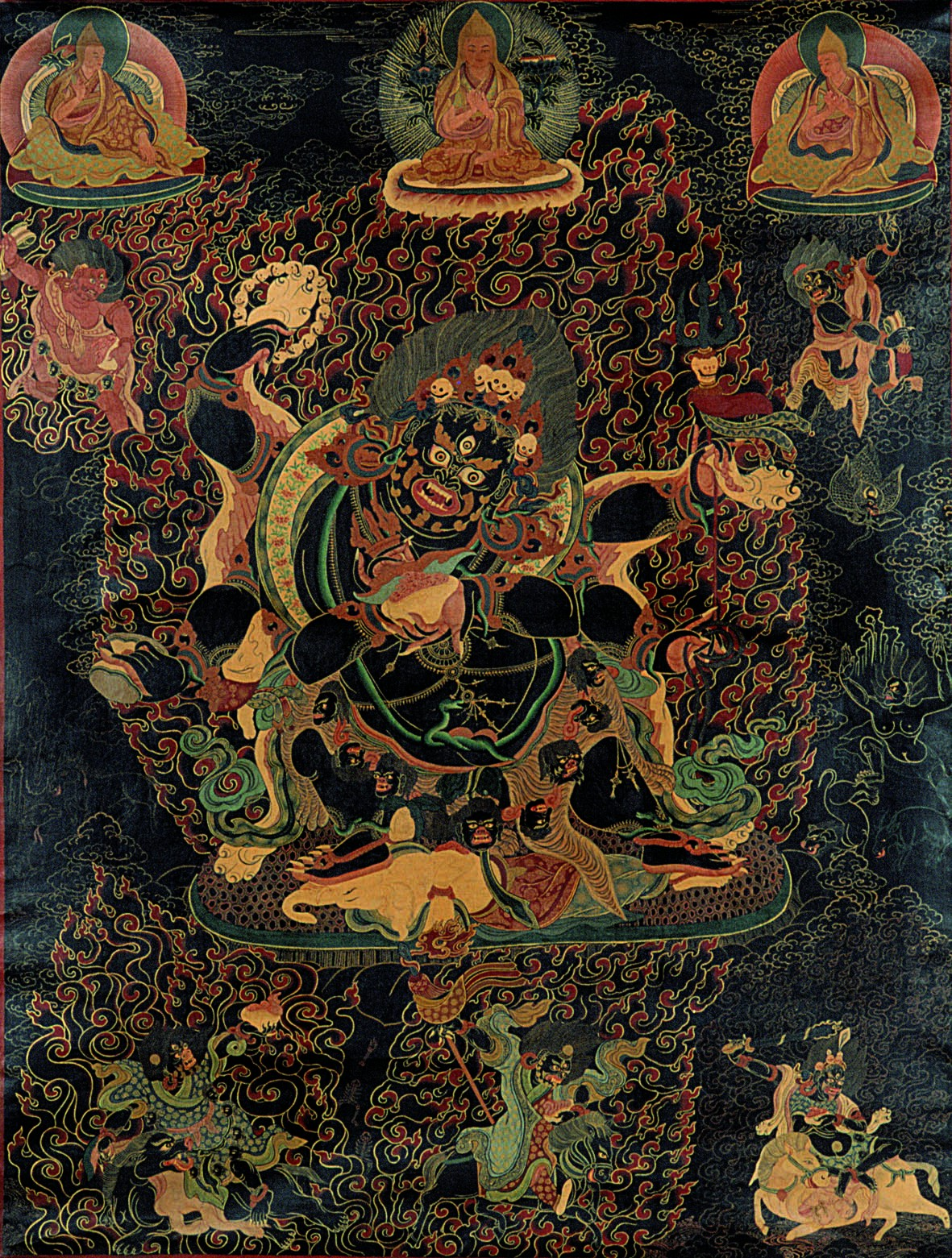
Zesarmige Mahakala, 17e eeuw

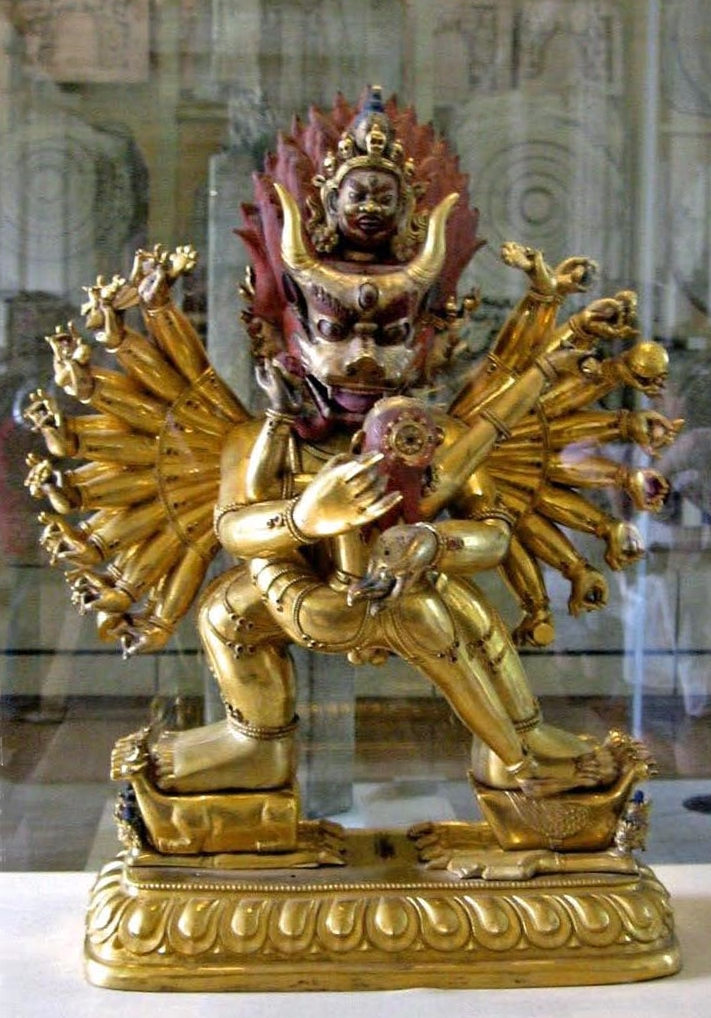
Yamantaka, British Museum

Het belang dat door sommigen gehecht wordt aan Dorje Shugden heeft te maken met het belang dat in het algemeen aan dharmapala's wordt gehecht.
De dharmapala's worden voor het eerst beschreven, toen de Tibetaanse koning Trisong Detsen (755-797) een Indiase monnik verzocht om het eerste boeddhistische klooster in Tibet te stichten. De bouw ervan verliep niet voorspoedig wat werd geweten aan de lokale godheden en demonen die niet erg enthousiast over het project zouden zijn geweest. Pogingen deze geesten te verdrijven mislukten en de monnik was gedwongen de koning te melden dat deze taak boven zijn vaardigheden en mogelijkheden lag. Hij adviseerde de koning om de hulp in te roepen van een tantrische meester, Padmasambhava.
Padmasambhava arriveerde in Tibet en gaf de geesten en demonen het ultimatum zich tot het boeddhisme te bekeren dan wel te verdwijnen. Die kozen voor de eerste optie en beloofden daarbij voortaan Tibet en bovenal de dharma te beschermen met dezelfde wil en kracht waarmee ze tot dan toe het boeddhisme hadden bestreden. In het Tibetaans worden deze krachten damchen genoemd.
De introductie van tantrische aspecten uit India leidde daarnaast tot een vorm van degradatie van de damchen, omdat deze in het te creëren Tibetaanse pantheon ruimte moesten maken voor boeddha's en bodhisattva's. Deze laatste twee hebben een transcendentale oorsprong, die niet alleen over de kracht beschikken om Tibet en de dharma te beschermen, maar ook om gelovigen te helpen op hun pad naar de uiteindelijke verlichting. De damchen waren vanaf dat moment meer mundane, cq. wereldlijke goden en worden geacht niet over transcendentale gaven en krachten te beschikken. Er wordt onderscheid gemaakt tussen mundane en supra-mundane godheden, waarbij de laatste van transcendentale oorsprong is. Bekende supra-mundane dharmapala's zijn Mahakala (de emanatie van Chenrezig, de bodhisattva van het mededogen waarvan de dalai lama als manifestatie wordt gezien) en Yamantaka (emanatie van de wijsheidsboeddha Manjushri).
De damchen zijn inferieur vergeleken met de supra-mundane godheden, maar hebben daarentegen een veel grotere invloed op het dagelijks leven van de gelovige dan de supra-mundane godheden. De damchen hebben deze wereld nooit verlaten en zijn daarom bijvoorbeeld in staat om tijdelijk bezit te nemen van het lichaam van mensen. Op die manier worden ze voor mensen op deze wereld zichtbaar en kunnen ze bescherming en advies geven. Het meest zichtbaar is dat in hun vermogen zich te manifesteren via een orakel. Een bekend voorbeeld daarvan is het orakel van Nechung, het medium waardoor Gyalpo Pehar kan zich manifesteren. Pehar is de belangrijkste van de damchen die door Padmasambhava was onderworpen en is de belangrijkste beschermer van de Tibetaanse staat en de dalai lama. Het geloof dat de mundane dharmapala's een grotere invloed hebben op het dagelijks leven van de gelovige hangt samen met de overtuiging dat deze ook menselijke emoties als jaloezie, boosheid en dergelijke kennen, waardoor ze in dat dagelijkse leven ook effectiever kunnen handelen dan de supra-mundane beschermers. Ze kunnen ook aanstoot nemen aan handelingen van zowel mensen als andere mundane beschermers. Een aspect van de Dorje Shugden-controverse is dan ook een strijd tussen Pehar en Dorje Shugden.
Voor een traditioneel gelovige Tibetaan is een machtsstrijd tussen twee bovennatuurlijke krachten net zozeer onderdeel van de dagelijkse realiteit als voor anderen de werking van natuurkundige verschijnselen, zoals de zwaartekracht.

## Oorsprong van het conflict

### De relatie tussen Dragpa Gyaltsen en de vijfde dalai lama

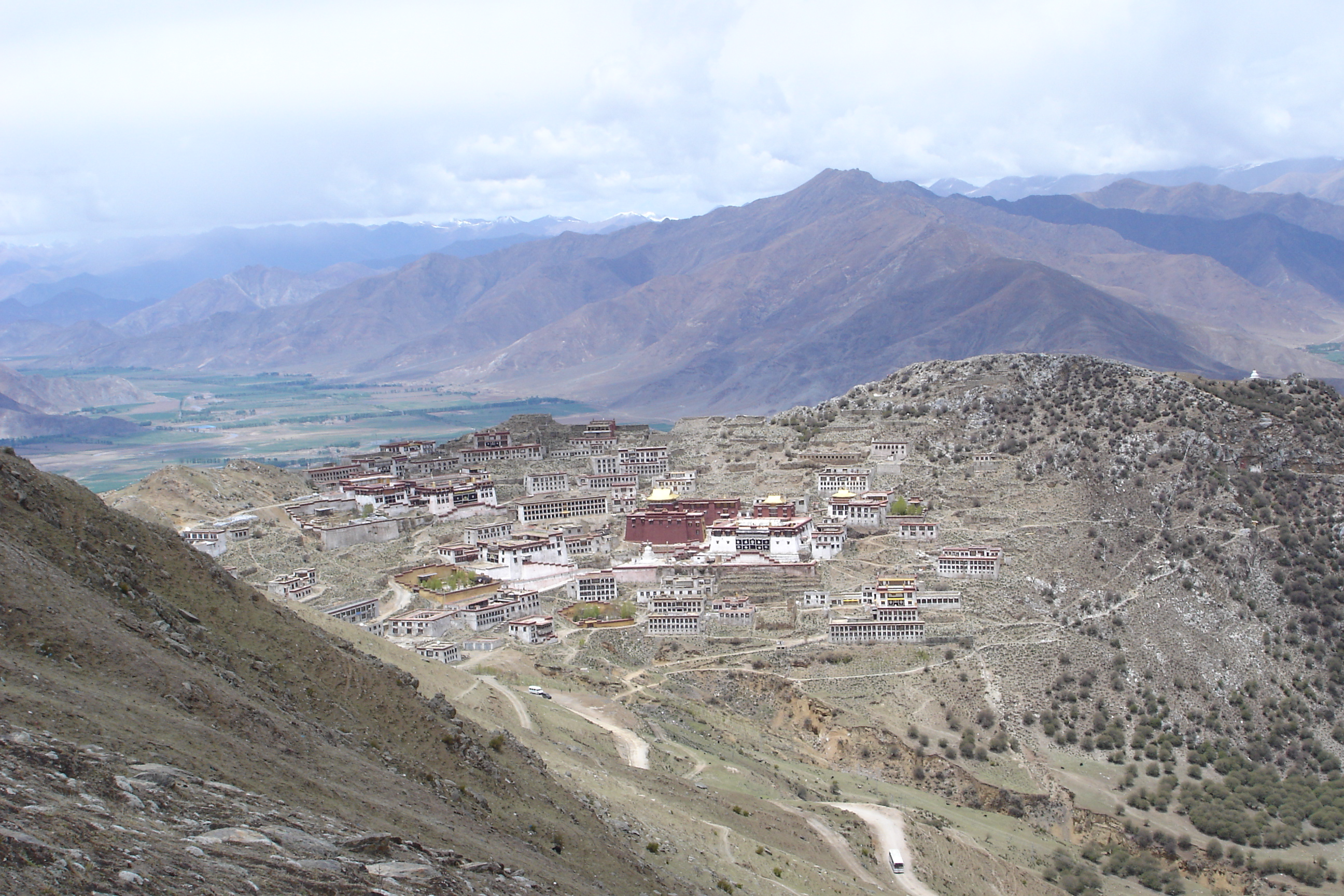
Het klooster Ganden

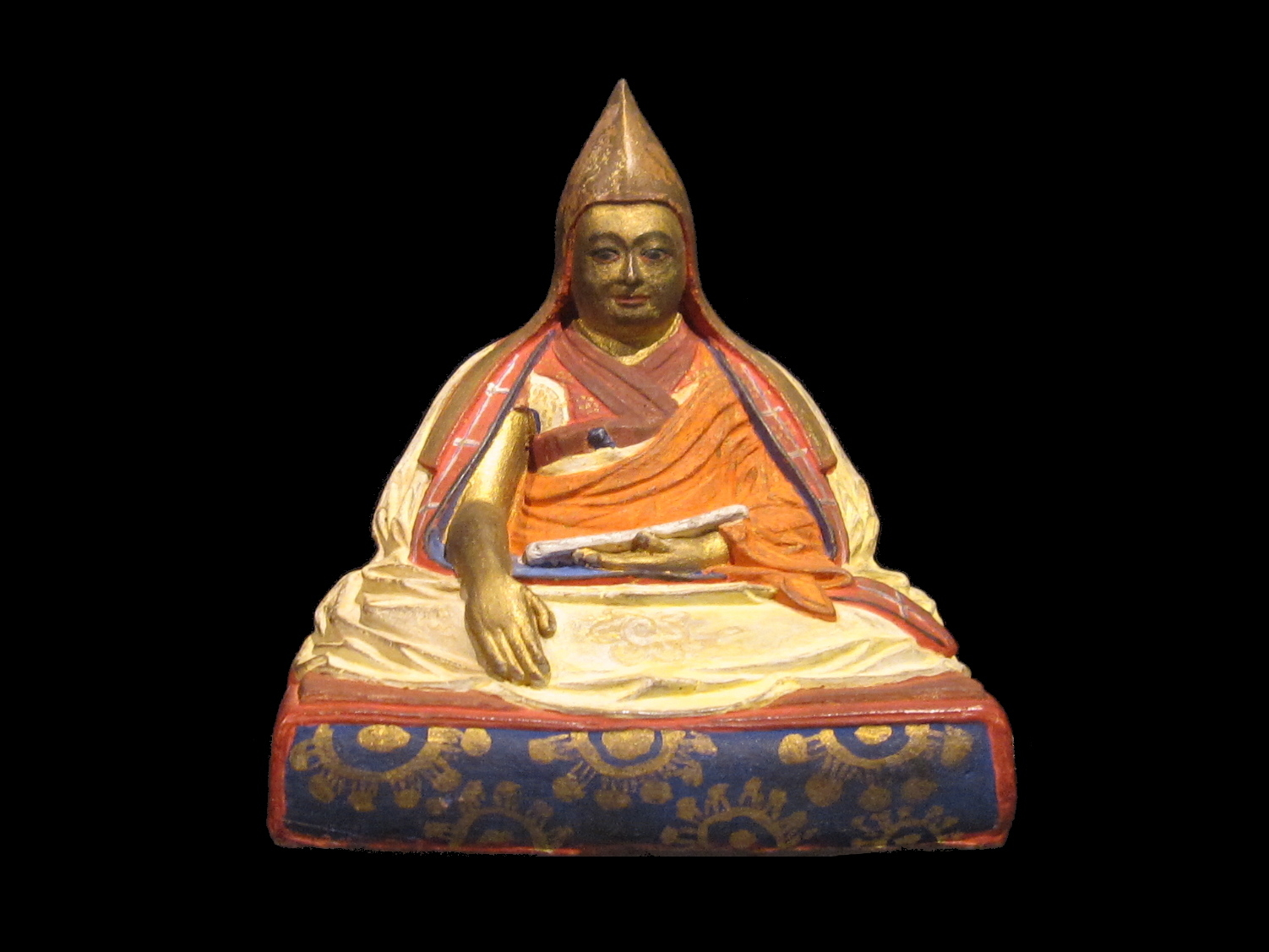
Vijfde dalai lama Ngawang Lobsang Gyatso

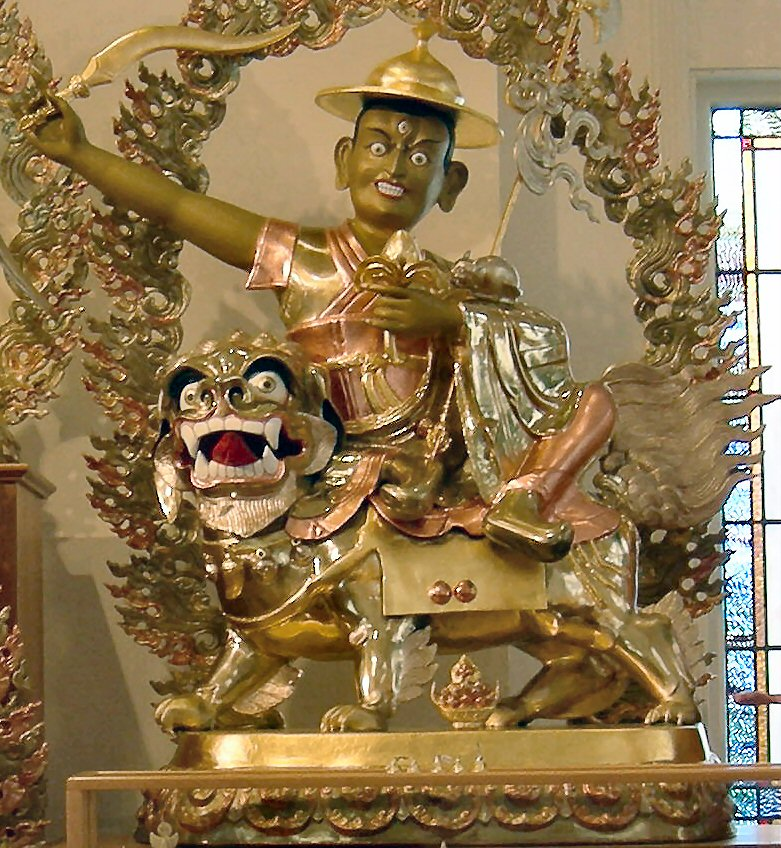
Dorje Shugden

Er bestaan verschillende interpretaties over de wijze en het tijdstip waarop Dorje Shugden het Tibetaanse pantheon binnenkwam en ze hangen vaak nauw samen met de verschillende standpunten die partijen in het conflict innemen. Vrijwel alle interpretaties nemen een aanvang ten tijde van de vijfde dalai lama in de 17e eeuw. Centraal in het verhaal staat de veronderstelde rivaliteit tussen die dalai lama en een andere lama, Dragpa Gyaltsen.
Dragpa Gyaltsen werd waarschijnlijk in 1618 of 1619 geboren, één of twee jaar na de geboorte van de vijfde dalai lama. Beide kinderen waren waarschijnlijk kandidaat voor de reïncarnatie van de vierde dalai lama.
In 1622 werd Ngawang Lobsang Gyatso verkozen tot de vijfde dalai lama; Dragpa Gyaltsen werd erkend als de vierde incarnatie van de vijftiende Ganden tripa Pänchen Sönam Dragpa. Op de leeftijd van omstreeks 6 jaar werd hij bevestigd als de vierde tulku van het Drepungklooster en kreeg hij van de vierde pänchen lama de naam Dragpa Gyaltsen.
Dragpa Gyaltsen stond bekend als een briljante leerling, die zich ontwikkelde tot een charismatisch geleerde en vooral uitblonk in het monastieke debat. Er bestond waarschijnlijk een aanzienlijke spanning tussen Dragpa Gyaltsen en de eerste minister van de dalai lama, desi Sönam Chöpel. Lobsang Gyatso maakte in zijn autobiografie - geschreven na de dood van Dragpa Gyaltsen - een aantal negatieve opmerkingen over Dragpa Gyaltsen.
In 1656 werd Dragpa Gyaltsen dood aangetroffen met een witte khatasjaal in zijn keel. Er bestaan verschillende lezingen over de doodsoorzaak, waarbij het zou gaan om zelfmoord, dan wel moord door anderen. In het laatste geval zou de khata hem zijn overhandigd, omdat hij als winnaar uit een debat met de dalai lama was gekomen. Supporters van de dalai lama zouden hem hebben omgebracht omdat ze genoeg hadden van zijn vermeende intellectuele superioriteit.
Er is ook een versie van het verhaal waarin wordt verteld hoe Dragpa Gyaltsen door supporters van de dalai lama met pijlen wordt beschoten die hem niet deren; in elke wond ontstaat een oog. Hiermee zou de verlichte geest van Dragpa Gyaltsen zich hebben gemanifesteerd. Uit mededogen met zijn belagers die hem wilden vermoorden, verklapte hij hen de enige wijze waarop hij gedood kon worden. Zijn zwakke punt was, dat hij zelf ooit een duifje had gesmoord met een doekje, waardoor hij nog een restje karma had op te ruimen. Hierop zouden zijn belagers hem met een sjaal op een soortgelijke wijze hebben vermoord, maar nam volgens zijn aanhangers de kracht als toekomstige dharmabeschermer alleen maar toe. Volgens deze lezing werd hij vervolgens een zeer krachtige beschermer van de leer van Tsongkhapa, aan wie hij ooit in een voorgaand leven had beloofd, zijn leer te beschermen.
De mysterieuze dood van een hoge lama heeft in de Tibetaanse verhoudingen altijd een hevig schokeffect geproduceerd. In het Tibetaanse geloof is er de overtuiging dat een vermoord persoon kan terugkeren als een demon en na zijn dood circuleerden al spoedig verhalen over de komst van een demonische geest. Naargelang de vermoorde persoon meer intellectuele en vooral religieuze kennis heeft, zou het gevaarlijke aspect van die demon toenemen. Deze demon, die de naam Dorje Shugden kreeg, werd daarom geassocieerd met een minder geslaagde reïncarnatie van Dragpa Gyaltsen.
Er zijn verhalen, die beschrijven dat in de ruimte waar de dalai lama zijn maaltijden nuttigde er permanent hevige geluiden weerklonken alsof er voortdurend een lawine van stenen op het dak viel. Ook wordt herhaaldelijk het klassieke Tibetaanse beeld beschreven dat de demon de dalai lama uiterst slechte dromen bezorgde.
Verschillende divinatie- en uitdrijvingsrituelen hielpen in eerste instantie niet, zelfs niet het bouwen van een tempel in Zuid-Tibet waar Dorje Shugden vereerd zou kunnen worden. Uiteindelijk besloot de dalai lama tot een frontale en finale rituele aanval en werd de geest en diens kwalijke aspecten in een vuurritueel verbrand; hierover werd geschreven dat alle aanwezigen de geur van verbrand vlees zouden hebben geroken. Vanaf dat moment zou Dorje Shugden de dalai lama niet meer lastig hebben gevallen.

### Machtsverhoudingen binnen Tibet

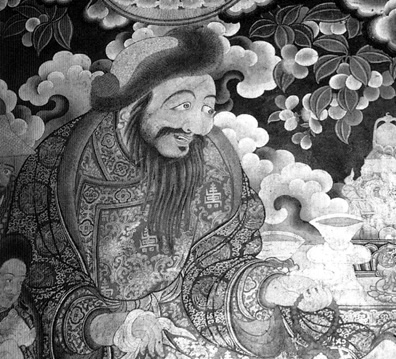
Güshri Khan

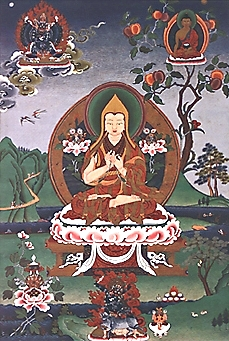
Stichter van de gelugtraditie, Tsongkhapa

Vanaf 1642 was na decennia van burgeroorlog de gelugtraditie de dominante machtsfactor in Tibet geworden door de militaire interventie van een aantal bondgenoten, in het bijzonder van een aantal Mongoolse krijgsheren als Güshri Khan. Voor het eerst was er een dalai lama die wereldlijke macht uitoefende over een groot deel van Tibet. Dat betekende ook een verschuiving in de machtsverhoudingen binnen de gelug en vooral tussen de dalai lama en de overige gelughiërarchie. Zo werd het ambt van desi, de eerste minister, pas in de tijd van de vijfde dalai lama ingesteld en na 1642 vervulde de dalai lama de rol van staatshoofd. De nieuwe rol gaf spanningen binnen de gelughiërarchie, tussen voor en tegenstanders van verdere vernietiging van voormalige tegenstanders uit de burgeroorlog, zoals met name die uit de karma kagyü-linie. De voorstanders stonden de vestiging van een één-richting-gelug-staat voor, met trouw aan alle opvattingen en richtlijnen van Tsongkhapa zoals zij die opvatten en interpreteerden.
Er zijn verschillende opvattingen over hoe de verbinding Dragpa Gyaltsen met Dorje Shugden tot stand kwam.
In een lang essay uit 1999 betoogt Georges Dreyfus dat die verbinding niet door de tegenstanders van de dalai lama is georganiseerd. Dreyfus betoogt dat het juist het kamp van de dalai lama was, die Dragpa Gyaltsen met Dorje Shugden associeerde in een poging te verhinderen dat de reïncarnatielijn van Dragpa Gyaltsen zou kunnen worden voortgezet en de nagedachtenis van Dragpa Gyaltsen zo veel mogelijk te bezoedelen. Na Dragpa Gyaltsen waren er ook de facto geen opvolgers meer in die reïncarnatielijn.
De zogenaamde Dragpa Gyaltsen pretendeert een verheven wezen te zijn
Maar aangezien deze gestoorde geest en wezen met verwrongen gebeden
Iedereen kwaad berokkent, zowel de dharma als waarnemende (gevoelige) wezens
Geef hem geen steun, bescherm hem niet, geef hem geen onderdak, maar vermaal hem tot stof.— De vijfde dalai lama Ngawang Lobsang Gyatso in zijn autobiografie
Deze dalai lama hechtte op grond van zijn afkomst en persoonlijke overtuiging veel waarde aan enkele opvattingen en rituelen uit de nyingmaschool en liet die ook in zijn eigen persoonlijke tempel uitvoeren. Van opvattingen van Dragpa Gyaltsen zelf hierover is overigens niets bekend. Het orthodoxe deel van de gelughiërarchie moest hier niets van hebben en vanaf de 17e eeuw is Dorje Shugden gaan functioneren als een baken van verzet tegen die dalai lama's die in de ogen van het orthodoxe deel van de gelughiërarchie te veel ruimte boden aan andere opvattingen.

## Rustige tussenperiode
In de periode na de dood van de vijfde dalai lama was er wel enige Dorje Shugden-verering, maar was deze qua omvang van relatief geringe betekenis met slechts een regionale bekendheid in het zuiden van Tibet.
Na de dood van de vijfde dalai lama, die door de eerste minister vijftien jaar geheim werd gehouden, brak er opnieuw een periode van onrust aan in Tibet. De zesde tot en met twaalfde dalai lama waren of onbekwaam bestuurlijke macht uit te oefenen, hadden er geen zin in of overleden vaak op verdachte wijze op jeugdige leeftijd.
Geen van de dalai lama's uit die periode bouwde een positie op die vergelijkbaar was met die van de vijfde dalai lama. In die omstandigheden herstelde de gelughiërarchie haar machtspositie al snel aan het begin van de 18e eeuw. Hieraan droeg ook bij dat Tibet vanaf circa 1720 in feite een Chinees protectoraat werd.
De komst van de ambans naar Lhasa beperkte het wereldlijk gezag van de dalai lama verder en bracht die meer onder invloed van de abten van de kloosters rondom Lhasa, die de kern van de gelughiërarchie vormden. Er was dan ook voor die gelughiërarchie geen reden om Dorje Shugden in een eventueel verzet tegen een dalai lama te mobiliseren.

## Tijdperk van de dertiende dalai lama

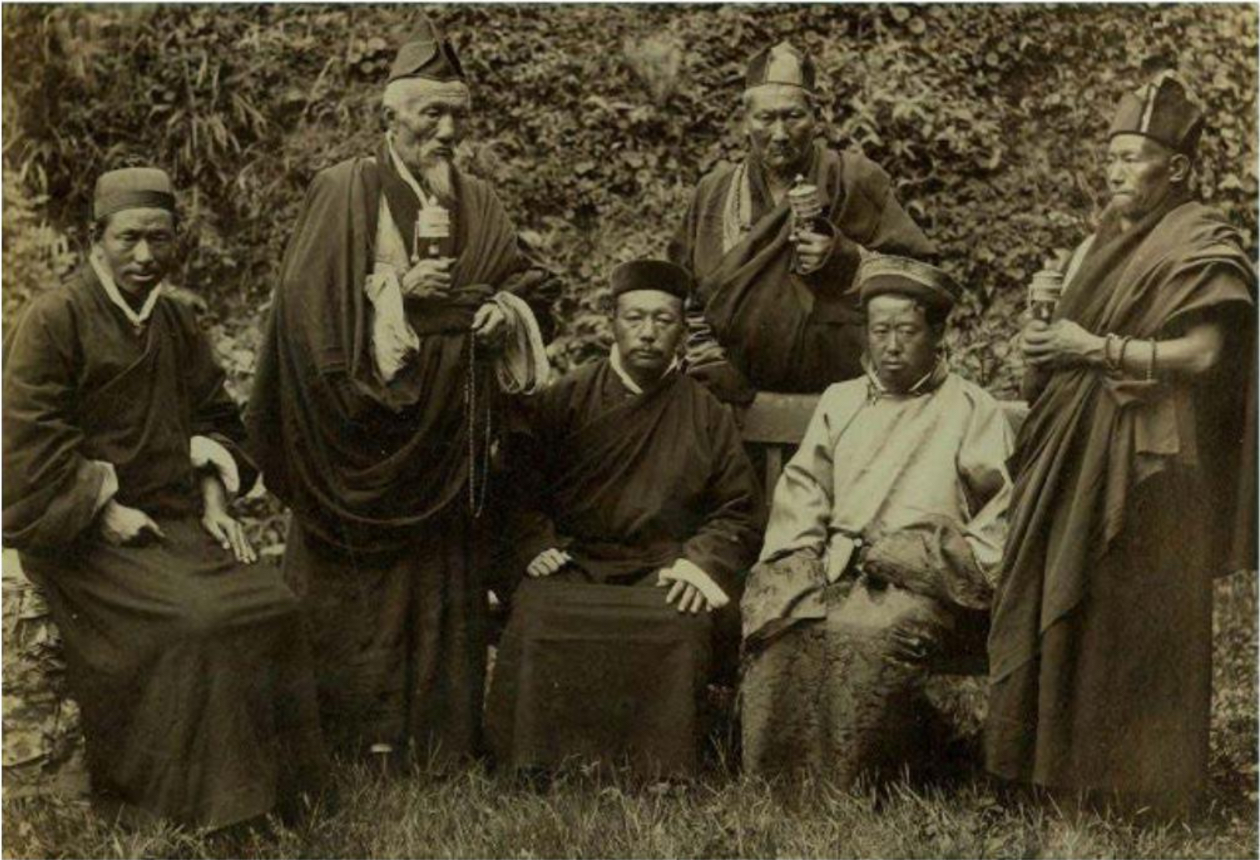
Thutob Namgyal van Sikkim (links) en de dertiende dalai lama (rechts), 1911

De opleving van de Dorje Shugden-verering is nauw verbonden met de levens van twee lama's uit de gelugschool, Je Pabongka (1878-1941) en zijn leerling, de derde Trijang rinpoche Lobsang Yeshe Tenzin Gyatso (1900-1981).
Twee elementen zijn in die periode van belang voor het optreden van Je Pabongka: het toenemende gezag van de dertiende dalai lama en de opkomst van de rimé-beweging.

### Dertiende dalai lama
De activiteiten van Pabongka speelden zich voor het grootste deel af in de periode van de dertiende dalai lama Thubten Gyatso (1876-1933).
De dertiende dalai lama was de eerste sinds lange tijd die zich - in ieder geval voor een deel van zijn periode - niet geheel door de gelughiërarchie liet beheersen.
Thubten Gyatso heeft het sinds 1911 de facto onafhankelijke Tibet enige zeer voorzichtige hervormingen geprobeerd door te voeren, al waren ze in retrospectief opzicht, halfslachtig uitgevoerd. Die pogingen stuitten op fel verzet van de gelugorthodoxie.

### Rimé-beweging
Een tweede element was de opkomst vanaf eind 19e eeuw van de rimé-beweging. Dit is een filosofische beweging met het doel om onder meer een dialoog aan te gaan en te onderhouden tussen de meerdere tradities binnen het Tibetaanse boeddhisme. De naam rimé is ontleend aan twee Tibetaanse woorden, ris (sektarisch) en med (weerlegging).
De grondleggers van de beweging waren Jamyang Khyentse Wangpo en Jamgon Kongtrül Lodrö Thaye. Wangpo was afkomstig uit de sakyatraditie; Thaye uit zowel de nyingma- als de kagyütraditie. Vooral in het oostelijk deel van Tibet won de rimé-beweging snel aan invloed.

### Je Pabongka

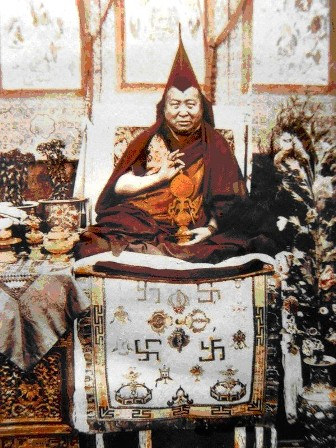
Je Pabongka

In antwoord op die ontwikkelingen propageerde Pabongka de suprematie van de gelug als de enige ware traditie. Daarbij verbond hij Dorje Shugden als de beschermende godheid aan de suprematie en juistheid van de gelugorthodoxie en zette hij hem in tegen andere tradities, alsook tegen gelugpa die een wat meer eclectische benadering hadden.
Er zijn ook nogal wat rapporten waaruit blijkt dat religieuze voorwerpen van andere tradities werden vernietigd, vooral die van de nyingma en van kloosters in Kham, het gebied ten oosten van Centraal Tibet waar de Tibetaanse overheid vrijwel geen bestuurlijk gezag had. Hier werden monniken gedwongen bekeerd tot de gelug.
De dertiende dalai lama vroeg Pabongka meermaals zijn activiteiten te staken die daar maar zeer gedeeltelijk gehoor aan gaf. Na 1930 en vooral na de dood van de dalai lama werden de activiteiten voortgezet. De toon van Pabongka verhardde na 1930 ook en zijn teksten waren soms ronduit gewelddadig.
(Ik) roep nu op tot gewelddadige acties van Shugden, de belangrijkste oorlogsgod van de traditie van Tshongkapa en zijn volgelingen. de Slachter van Yâma [dat wil zeggen Yamantaka of Manjushri in hun vertoornde verschijning] ... In het bijzonder is het nu de tijd om ogenblikkelijk de vijanden van de traditie van Tshongkapa te bevrijden [dat wil zeggen te doden].
Beschermer, ga aan de slag met [uw] gewelddadige acties zonder uw vorige verplichtingen te verzaken. Volbreng snel uw gewelddadige acties zonder uw liefdevolle beloften te vergeten. Volbreng snel deze verzoeken en acties zonder deze opzij te zetten [of onpartijdig te handelen].
Volbreng snel deze acties, [die ik u toevertrouw], want ik heb geen andere bron van hoop meer.
De Beschermer van de deze doctrine is zeer belangrijk voor het continueren van de traditie van Tsonghkapa zonder deze te verwarren en te corrumperen met [andere vormen van] verwarring. Dit als gevolg van het geweld en de snelheid en de kracht van zijn acties, die met de snelheid van de bliksem hevig en gewelddadig al die wezens straffen die tegen de traditie van de geelkappen [de gelug] hebben gezondigd, [of ze nu een hoge positie dan wel lagere positie bekleedden].
Deze Beschermer is met name belangrijk met het oog op het feit, dat velen van onze zijde, monniken dan wel leken, hoge dan wel lage positie, niet tevreden zijn met de traditie van Tsonghkapa, die als puur goud moet worden beschouwd, maar die vermengd en gecorrumpeerd is met de foute en valse praktijken van andere scholen en opvattingen, die leerstellingen prediken die ongelooflijk diepzinnig en snel kunnen lijken, maar [in werkelijkheid] fout op fout stapelen, vals zijn en gevaarlijke en misleidende paden nemen.
Als antwoord op deze situatie neemt de getuige hiervan, de Beschermer van de [juiste] doctrine, zijn eigen vorm aan van verschillende manifestaties van vreesaanjagende en verschrikkelijk vertoornde verschijningen.
Als gevolg daarvan hebben verschillende gebeurtenissen plaatsgevonden dan wel zullen nog plaatsvinden, waarvan gehoord is ... mensen verloren hun [geestelijk] evenwicht en werden krankzinnig, sommigen kregen een hartaanval en overleden spoedig, sommigen zagen door een hoeveelheid onheilspellende voortekenen hun rijkdom, bezittingen en nakomelingen verdwijnen zonder dat deze ook maar enig spoor nalieten, zoals een meer waarvan de rivier die het [met water] voedt verdwijnt en anderen zien dat het onmogelijk wordt om ook maar iets van succes in al hun achtereenvolgende levens te bereiken.— Pabongka
De eerste passage zou eventueel geïnterpreteerd kunnen worden als een rituele tekst en is niet zo verschillend van soortgelijke teksten die gewijd zijn aan mundane beschermers. Het tweede deel gaat echter verder dan een rituele opvatting naar voren brengen. Hier benadert de tekst het oproepen van Dorje Shugden om mensen die andere opvattingen hebben te elimineren.

## Tijdperk van de veertiende dalai lama

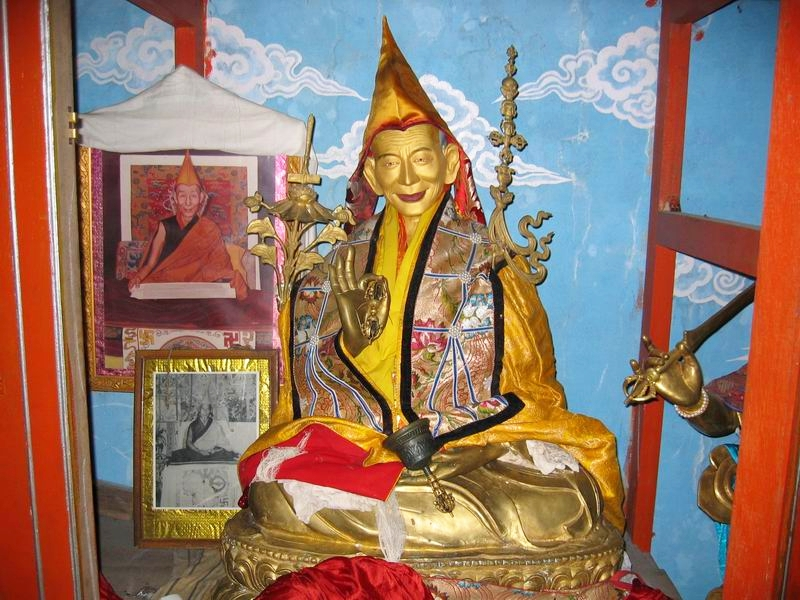
Beeld van de derde Trijang rinpoche Lobsang Yeshe Tenzin Gyatso in de Sera-vestiging in Bylakuppe, India

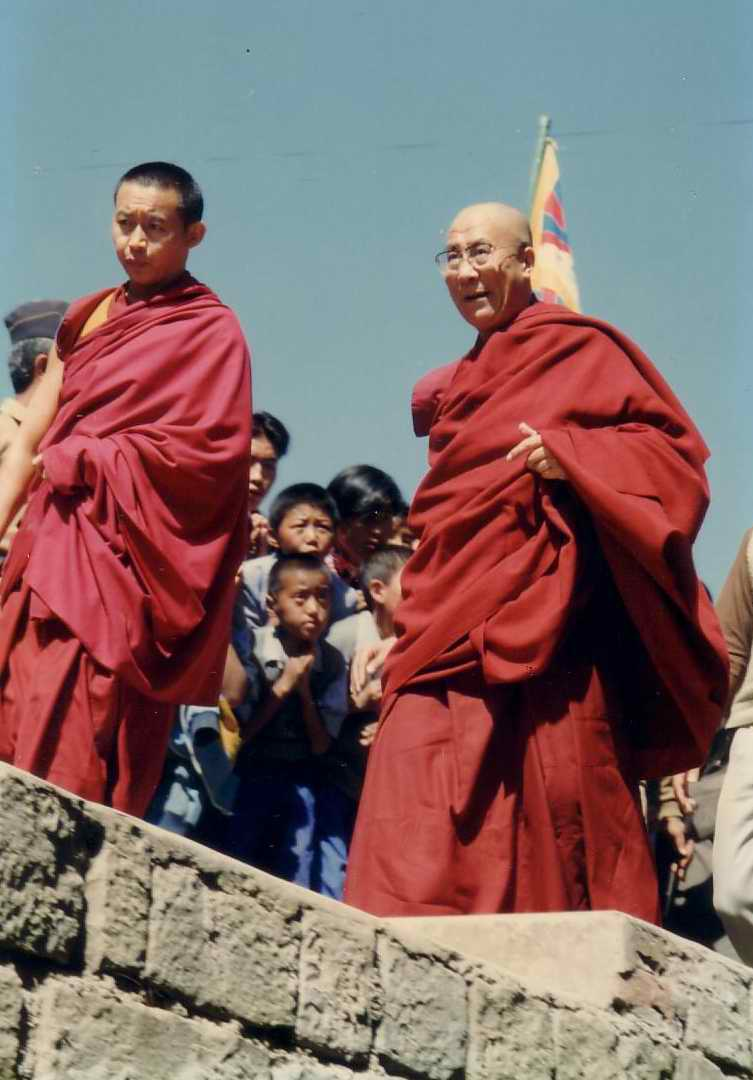
De veertiende dalai lama

De veertiende dalai lama, Tenzin Gyatso was 23 jaar bij zijn vertrek in 1959 uit Tibet; het jaar waarin de ballingschap in India aanving. Een van zijn twee belangrijkste leermeesters was de belangrijkste leerling van Je Pabongka, de derde Trijang rinpoche. Het was ook deze rinpoche die de dalai lama onderwees in de praktijk van de verering van Dorje Shugden.
Gedurende een groot aantal jaren stond de dalai lama onder invloed van conservatieve adviseurs en baseerde zich geheel op het ritueel van de gelug als de religieuze basis voor zijn leiderschap. In de loop van de jaren 70 begon hij twijfel te krijgen aan die oriëntatie.
De verdeeldheid over de Tibetaanse politieke toekomst werd in de ballingschap voortgezet. Daarbij was de herkomst van de vluchtelingen in de ballingschap nogal divers. Tienduizenden kwamen uit gebieden waarover de regering van historisch Tibet geen zeggenschap had uitgeoefend of waarvan de oriëntatie op politieke en culturele centra als Lhasa en Shigatse afwezig was. Een herkenbare Tibetaanse identiteit was nodig en in een gemeenschappelijk beleefde cultureel-religieuze erfenis hoorde naar het oordeel van de dalai lama daar geen al te sektarische opvattingen bij.
De dalai lama begon zich te oriënteren op de geestelijke erfenis van de vijfde dalai lama, vooral op dat deel van de periode na de burgeroorlog. Hij keerde zich vervolgens af van de Dorje Shugden-verering en liet - net als de vijfde dalai lama - rituelen uit de nyingmaschool in zijn eigen tempel uitvoeren. Hij probeerde vanaf toen een wat meer eclectische, meer boven de partijen staande rol te spelen.

### Aanleiding tot het verbod
In die periode, in 1973, verscheen het Gele boek (Yellow Book). Het werd gepubliceerd door Zemey Rinpoche, die de tekst had ontvangen van zijn leermeester, de Trijang rinpoche. De tekst verhaalt in detail de rampen die bij naam genoemde lama's, monniken en leken van de gelug zijn overkomen, omdat ze rituelen uit de nyingma beoefenden of hadden toegelaten. In ieder van die gevallen schrijft de tekst de marteling, ziekte of de dood van betrokkenen toe aan het feit dat door hun handelen de gramschap van Dorje Shugden was opgewekt.
Lof aan u, gewelddadige god van de leer van de Geelkappen
Die stofdeeltjes zal maken
Van grote wezens, hoogwaardigheidsbekleders en gewone mensen
Die de gelugdoctrine vergiftigen en corrumperen— Uit: Lof aan Dorje Shugden geciteerd, Zemey Rinpoche
Op zich is er weinig nieuws aan deze verhalen; enge verhalen om beoefenaars op het rechte pad te houden zijn normaal in alle Tibetaanse stromingen. In sommige opvattingen wordt het vermengen van verschillende tradities afgeraden omdat het de kracht uit een afzonderlijke overleveringslijn zou halen. Wanneer de dalai lama zou stellen dat alle tradities ongeveer hetzelfde zijn, zou dat als een politieke zet worden gezien omdat het hemzelf aan het hoofd van alle stromingen zou plaatsen.

### Reacties

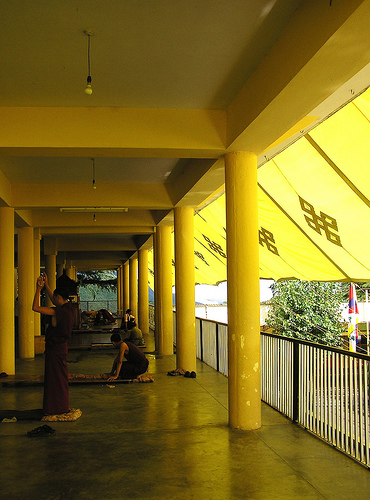
Residentie van de dalai lama in McLeod Ganj, Dharamsala

Een van de eerste reacties van de dalai lama was dat hij de traditionele wensen voor een lang leven op deze wereld weigerde tijdens losar in 1976. De acceptatie van die wensen zijn in de traditie een teken van de verbintenis tussen hem en het Tibetaanse volk. Door deze te weigeren bracht hij tot uitdrukking dat die band werd ondermijnd en dat het gedrag van Tibetanen niet verenigbaar was met zijn aanblijven als dalai lama. Daarbij vermeldde hij dat hij signalen had gekregen dat het tijd was om weer tijdelijk op de Hemelse Velden te verblijven, waarmee hij het signaal afgaf dat hij overwoog zichzelf binnenkort te laten overlijden. Die weigering en mededeling creëerde een schok in de Tibetaanse gemeenschap.
Het Nechung-orakel beval erop dat er door de Tibetaanse gemeenschap een astronomisch aantal mantra's gereciteerd moesten worden. Dat gebeurde ook en na ongeveer een half jaar accepteerde de dalai lama de traditionele wensen alsnog.
In 1977 werd Zemey Rinpoche uitgesloten van bijeenkomsten waar de dalai lama sprak. De kloosters in Indiase ballingschap kregen het bevel om Dorje Shugden niet meer te vereren. Afbeeldingen en standbeelden van Dorje Shugden moesten worden verwijderd.
Er waren ook veel Tibetanen die deze eerste reacties van de dalai lama excessief noemden en oordeelden dat deze juist sterk bijdroegen aan een toenemende polarisatie in dit conflict. De dalai lama zou bewust politiek gebruik hebben gemaakt van de overtuiging dat voor de meeste Tibetanen niets belangrijkers is dan het leven van de dalai lama; als iemand gekenschetst wordt als een vijand van de dalai lama, wordt diegene meteen ook als een verrader gezien.
Het effect van deze maatregelen op de volgelingen van Dorje Shugden was niet overtuigend. In een aantal - colleges van - kloosters werden afbeeldingen van Dorje Shugden verwijderd, maar in een aantal gevallen bleven ze gewoon aanwezig en op andere plaatsen werden nieuwe aangebracht.

### Nieuwe kadampa
Het conflict werd in 1996 zichtbaarder voor het publiek in het westen toen de nieuwe kadampatraditie (NKT) en diens goeroe en oprichter, geshe Kelsang Gyatso, in 1996 een mediacampagne tegen de dalai lama startten. De beweging opereert vooral buiten het Himalaya-gebied en is met name aanwezig in Europa (vooral Verenigd Koninkrijk) en Noord-Amerika.
In die mediacampagne werd de dalai lama tijdens zijn bezoek aan onder meer Engeland betiteld als gewetenloze dictator en onderdrukker van religieuze vrijheid. De NKT verwijst daarmee onder meer gebruik van de volgende richtlijn van het Tibetaans parlement in ballingschap, die toont hoe politieke en religieuze aspecten in het Tibetaanse boeddhisme met elkaar verweven zijn:
De departementen, diensten en hun ondergeschikte afdelingen, kloosters en hun afdelingen die functioneren onder de administratie van de Tibetaanse regering in ballingschap dienen strikte instructies te krijgen, in overeenstemming met de regelgeving, om zich niet in te laten met de verering van Shugden. Wij willen daarbij duidelijk maken dat als individuele burgers Shugden vereren, dit de gemeenschappelijke belangen van Tibet, het leven van Zijne Heiligheid, de dalai lama zal schaden en die geesten zal sterken die tegen de religie zijn.— Tibetaans parlement in ballingschap, Resolutie 8, juni 1996
De NKT beweert het gedachtegoed van Tsongkhapa in zijn meest pure vorm uit te dragen. De verering van Dorje Shugden neemt een zeer centrale plaats in. Zo centraal dat tegenstanders de beweging ook wel als shugdeïstisch betitelen, in tegenstelling tot boeddhistisch.
Kelsang Gyatso heeft Dorje Shugden binnen het pantheon dan ook opnieuw gepositioneerd, scherper dan zijn voorgangers Pabongka en Trijang deden. In die opvatting is Dorje Shugden ook een boeddha (de wijsheidsboeddha Manjushri) en dharmapala, ook in de vorm van een manifestatie van Tsongkhapa die verhindert dat het pure geluggedachtegoed vergiftigd wordt door invloeden van buitenaf. Verder ziet Kelsang Gyatso de dalai lama niet langer als de manifestatie van Chenrezig, de bodhisattva van de compassie, omdat deze de vernietiging veroorzaakt van het spirituele leven van veel mensen.
Met deze en andere opvattingen heeft Kelsang Gyatso de NKT bij het merendeel van de andere boeddhistische bewegingen zeer omstreden en controversieel gemaakt. Dat neemt niet weg, dat de beweging in het westen sterk groeiend is.

### Drievoudige moord

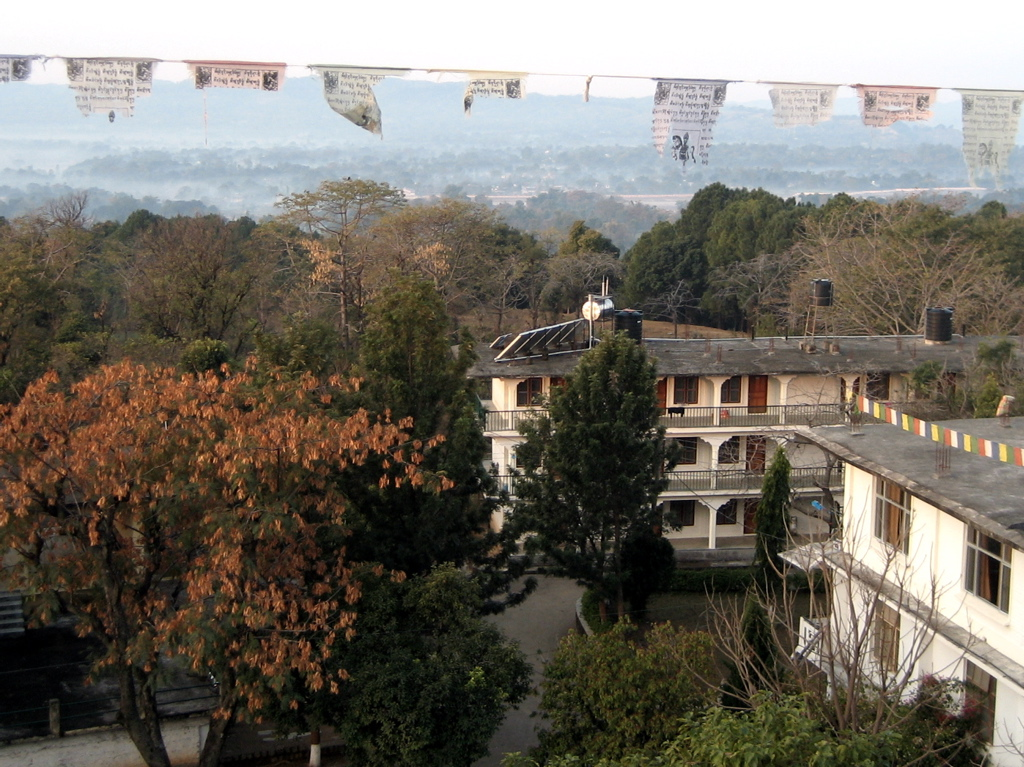
Institute for Buddhist Dialectics

In 1997 werd de oprichter van het Institute for Buddhist Dialectics, Lobsang Gyatso, samen met twee van zijn twee monniken vermoord in Dharamsala. Gyatso stond bekend als een sterk tegenstander van de verering van Dorje Shugden. Ondanks dat de daders nooit opgepakt zijn, heerst er sindsdien een hardnekkig gerucht dat hij het slachtoffer is geworden van Dorje Shugdenaanhangers.

### De stopzetting van de Shugden Organisatie
De Internationale Shugden Gemeenschap schortte 10 maart 2016 al haar activiteiten op, nadat persbureau Reuters gelekte documenten van de Chinese overheid had gepubliceerd, waaruit bleek dat hun acties tegen de Dalai Lama, in het geheim werden gefinancierd en gecontroleerd door de Chinese Communistische Partij.